# 그래프 600
그래프 600은 일본의 펜텔에서 생산하는 샤프 펜슬이다. 2008년에 출시되어 2017년 생산 중단되어 펜텔의 그래프 시리즈 중 가장 최근에 출시되었으나 가장 빨리 단종된 제품이다. 그래프 시리즈 중 그래프 1000의 하위 모델로 정가는 600엔이다.

## 외관
블랙, 레드, 네이비, 오렌지, 민트블루, 화이트의 6가지 색상이 존재하며, 유광 바디에 로고는 음각 처리 없이 프린트로 되어 있다. 그래프 1000의 하위 모델답게 심경도 표시계가 샤프의 노브에 채용되어 있다. 노브는 그래프 1000과 같아 호환된다. 바디가 유광이라서 스크래치가 매우 잘 난다는 단점이 존재한다.

## 기능
저중심 설계로 편안한 필기감을 자랑하며 로렛 가공으로 손의 미끄럼을 방지했다. 하지만 이것이 단점으로 작용하면 저중심 설계 탓에 떨어뜨릴 시 촉이 휘어질 확률이 높고, 땀이 나면 그립이 상당히 미끄러워지는 탓에 호불호가 많이 갈린다. 클리너 핀이 포함되어있지 않다.

## 필기감
육각형인 바디로 인해, 편마모 현상을 막기 위해 샤프 펜슬을 돌려 쓰는데 편하다.

## 보관 정보

### 촉 보호
그래프 1000보다는 선단이 조금 작아 제도샤프 노브의 이용은 불가하고, 네임펜 뚜껑을 이용해야 한다.

### 도색
사용하다 보면 로고가 지워지기 쉽다. 필기구 애호가들은 로고에 투명 테이프를 붙여서 보호하기도 한다.
하지만 이 경우 테이프를 떼기가 힘들다. 테이프에 로고가 붙어버려 테이프를 떼어낼 때 같이 떨어져 나갈 수도 있다. 투명테이프를 사용할것이라면 신중한 선택이 필요하다.